# Naomi Mitchison
Pour les articles homonymes, voir Mitchison.
Naomi Mitchison, née en 1897 à Édimbourg en Écosse, morte en 1999, est une romancière, poétesse, auteure de littérature jeunesse écossaise. 

## Biographie
Naomi Mary Margaret Mitchison, Lady Mitchison, CBE, née Haldane le 1er novembre 1897 et morte le 11 janvier 1999, a été longtemps considérée comme la doyenne de la littérature écossaise. Elle a publié plus de 90 ouvrages : fiction historique, science fiction, récit de voyage et autobiographie. Son mari Dick Mitchison ayant été nommé pair à vie en 1964, elle aurait pu se faire appeler Lady Mitchison, mais n'a jamais utilisé le titre elle-même. Elle a reçu l'Ordre de l'Empire britannique en 1981.
À la suite de son père John Scott Haldane et de son frère ainé John Burdon Sanderson Haldane, Naomi Mitchison a d'abord suivi une carrière scientifique. En 1908, elle et son frère commencèrent l'étude des Lois de Mendel. Leur publication de 1915 est la première démonstration de liaison génétique chez les mammifères. Mais alors qu'elle était diplômée de la Society of Oxford Home Students (plus tard St Anne's College), le déclenchement de la Première Guerre mondiale la décida à devenir infirmière.
Son roman The Corn King and the Spring Queen (1931) est considéré par beaucoup comme le meilleur roman historique du XXe siècle.
Naomi Mitchison était une féministe écoutée, particulièrement engagée pour le contrôle des naissances. We Have Been Warned (1935) est le plus controversé de ses ouvrages en raison des scènes sexuellement explicites qui y figurent. Le livre a été rejeté par les grands éditeurs, puis censuré,.
Elle meurt le 13 janvier 1999 à l'âge de 101 ans.

## Œuvre

### Romans
- The Conquered[12] (1923 ; reprinted, with an introduction by Isobel Murray, Kennedy & Boyd, 2009)
- Cloud Cuckoo Land (1925; reprinted, with an introduction by Isobel Murray, Kennedy & Boyd, 2011)
- The Laburnum Branch (1926)
- The Fairy who Couldn't Tell a Lie (1927)
- Anna Comnena (1928; reprinted, with an introduction by Isobel Murray, Kennedy & Boyd, 2009)
- Nix-Nought-Nothing (1928)
- The Hostages (1930)
- The Corn King and the Spring Queen (1931)
- Boys and Girls and Gods (1931)
- The Prince of Freedom (1931)
- Powers of Light (1932)
- The Delicate Fire (1933; reprinted, with an introduction by Isobel Murray, Kennedy & Boyd, 2012)
- We Have Been Warned (1935; reprinted, with an introduction by Isobel Murray, Kennedy & Boyd, 2012)
- An End and a Beginning (1937)
- The Blood of the Martyrs (1939; reprinted in 1989)
- The Bull Calves (1947; reprinted, with an introduction by Isobel Murray, Kennedy & Boyd, 2013)
- The Big House (1950; reprinted, with an introduction by Moira Burgess, Kennedy & Boyd, 2010)
- Travel Light (Faber and Faber, 1952; Virago Press, 1985; Penguin Books, 1987; Small Beer Press, 2005; reprinted in the UK with The Varangs' Saga, and an introduction by Isobel Murray, Kennedy & Boyd, 2009)
- Graeme and the Dragon (1954
- The Land the Ravens Found (1955)
- To the Chapel Perilous (1955)[13]
- Little Boxes (1956)
- Behold your King (1957; reprinted, with an introduction by Moira Burgess, Kennedy & Boyd, 2009)
- The Young Alexander the Great (1960)
- Memoirs of a Spacewoman (en) (1962; reprinted, with an introduction by Isobel Murray, Kennedy & Boyd, 2011)
- Ketse and the Chief (1965)
- When We Become Men (1965; reprinted, with an introduction by Isobel Murray, Kennedy & Boyd, 2009)
- Friends and Enemies (1966)
- Big Surprise (1967)
- Family at Ditlabeng (1969)
- Don't Look Back (1969)
- Far Harbour (1969)
- Sun and Moon (1970)
- Cleopatra's People (1972; reprinted, with an introduction by Isobel Murray, Kennedy & Boyd, 2010)
- Sunrise Tomorrow: A Story of Botswana (1973)
- A Life for Africa: The Story of Bram Fischer (1973)
- Danish Teapot (1973)
- Solution Three (1975 (postface de Susan Merrill Squier)[14] ; 2011, introduction de Isobel Murray, Kennedy & Boyd  (ISBN 978-1-55861-096-5))
- All Change Here (1975)
- Snake! (1976)
- Two Magicians (with Dick Mitchison, 1979)
- The Vegetable War (1980)
- Mucking Around (1981)
- Not by Bread Alone (1983)
- Early in Orcadia (1987)
- Images of Africa (1987)
- As It Was (1988)
- The Oath-takers (1991)
- Sea-green Ribbons (1991)
- The Dark Twin (with Marion Campbell, 1998)

### Autobiographie
- Small Talk: Memories of an Edwardian Childhood (1973; reprinted, with an introductory essay by Ali Smith, Kennedy & Boyd, 2009)
- All Change Here: Girlhood and Marriage (1975)
- – published together as: As It Was: An Autobiography 1897–1918 (1975)
- You May Well Ask: A Memoir, 1920–1940 (1979)

### Autres
- Vienna Diary (1934;  reprinted by Kennedy & Boyd, 2009)
- The Moral Basis of Politics (1938; Reprinted 1971)
- Return to the Fairy Hill (1966)
- African Heroes (1968)
- The Africans: From the Earliest Times to the Present (1971)
- Small Talk (1973; reprinted, with an introductory essay by Ali Smith, Kennedy & Boyd, 2009)
- Oil for the Highlands? (1974)
- Margaret Cole, 1893–1980 (1982)
- Among You Taking Notes... (1985)
- Rising Public Voice: Women in Politics Worldwide (1995)
- Essays and Journalism. Volume 2: Carradale (Kennedy & Boyd, 2009) Edited and introduced by Moira Burgess.

### Théâtre
- The Price of Freedom. A play in three acts (with Lewis Gielgud Mitchison, 1931)

### Traductions en français
- Mémoires d'une femme de l'espace, traduction de Memoirs of a spacewoman par Stéphane Rouvre, Denoël, 1963 (Présence du futur, n°64)

## Prix et distinctions
- (international) « Runner-Up List » 1960[15], par l' IBBY, catégorie Auteur, pour Judy and Lakshmi
- Honorary doctorate de l'Université de Stirling, Scotland, in 1976[16]
- Honorary LLD (Doctor of Law) from the University of Dundee, Scotland, in 1985[17]
- D.Litt. from the University of Strathclyde, Glasgow, in 1983
- Elected to Honorary Fellow of St. Anne's College in 1980, and Wolfson College (Oxford) in 1983
- C.B.E. (Commander, Order of the British Empire) in 1981
- James Watson a écrit une grande partie de La Double Hélice (en) chez les Mitchisons, auxquels il est dédié[18].